# Vara simfonic

Vara simfonic este un album aparținând artistului Tudor Gheorghe, lansat în anul 2006, distribuit de Cat Music. Albumul este un rezultat al colaborării dintre Tudor Gheorghe și Orchestra și corul formate din membri ai Teatrului Liric si ai Filarmonicii din Craiova. Orchestrator și dirijor este Marius Hristescu. Acest album face parte din ciclul "Anotimpurile poeziei romanesti".

## Detalii ale albumului
- Gen: Folk / Simfonic
- Limba: Romana
- Sunet: Stereo
- Inregistrat: Studio / Live din concert
- Durată albumului : 42:08
- Casa de discuri: Illuminati - Cat Music

## Lista pieselor
|   | Titlul                  | Scriitori         | Durată |
| - | ----------------------- | ----------------- | ------ |
| 1 | „Sara pe deal”          | Mihai Eminescu    | 05:00  |
| 2 | „Pe marginea Dunării”   | anonim            | 04:04  |
| 3 | „Seara pe malul Jiului” | Virgil Carianopol | 05:05  |
| 4 | „Mănăstire”             | Tudor Arghezi     | 06:25  |
| 5 | „Noapte de vară”        | George Coșbuc     | 06:39  |
| 6 | „Octombrie”             | George Topârceanu | 03:47  |
| 7 | „Pedeapsa macului”      | Vasile Voiculescu | 02:21  |
| 8 | „Lino, Leano”           | anonim            | 03:53  |
| 9 | „Florile grâului”       | Teodor Mureșan    | 06:14  |